# Lemairegisa branda
Lemairegisa branda är en fjärilsart som beskrevs av William Schaus 1928. Lemairegisa branda ingår i släktet Lemairegisa och familjen tandspinnare. Inga underarter finns listade i Catalogue of Life.